# Urmar Tanda
Urmar Tanda é uma cidade  no distrito de Hoshiarpur, no estado indiano de Punjab.

## Demografia
Segundo o censo de 2001, Urmar Tanda tinha uma população de 22,115 habitantes. Os indivíduos do sexo masculino constituem 52% da população e os do sexo feminino 48%. Urmar Tanda tem uma taxa de literacia de 74%, superior à média nacional de 59.5%: a literacia no sexo masculino é de 77% e no sexo feminino é de 71%. Em Urmar Tanda, 11% da população está abaixo dos 6 anos de idade.